# Lingwu-Brennofen
Der Lingwu-Brennofen (chinesisch 靈武窯 / 灵武窑, Pinyin Língwǔ yáo, englisch Lingwu kiln) auf dem Gebiet der Stadt Lingwu, Autonomes Gebiet Ningxia der Hui, Volksrepublik China, ist eine bedeutende Keramik-Brennofenstätte aus der Zeit der Xixia-Dynastie bzw. Westlichen Xia-Dynastie (1038–1227, der Tanguten). Sie befindet sich ca. 4 km nördlich von deren Großgemeinde Ciyaobu. Die Stätte wurde 1984–1986 ausgegraben.
Die Lingwu-Brennofen-Stätte steht seit 2006 auf der Liste der Denkmäler der Volksrepublik China (6-216).